# Arhitectură neobizantină

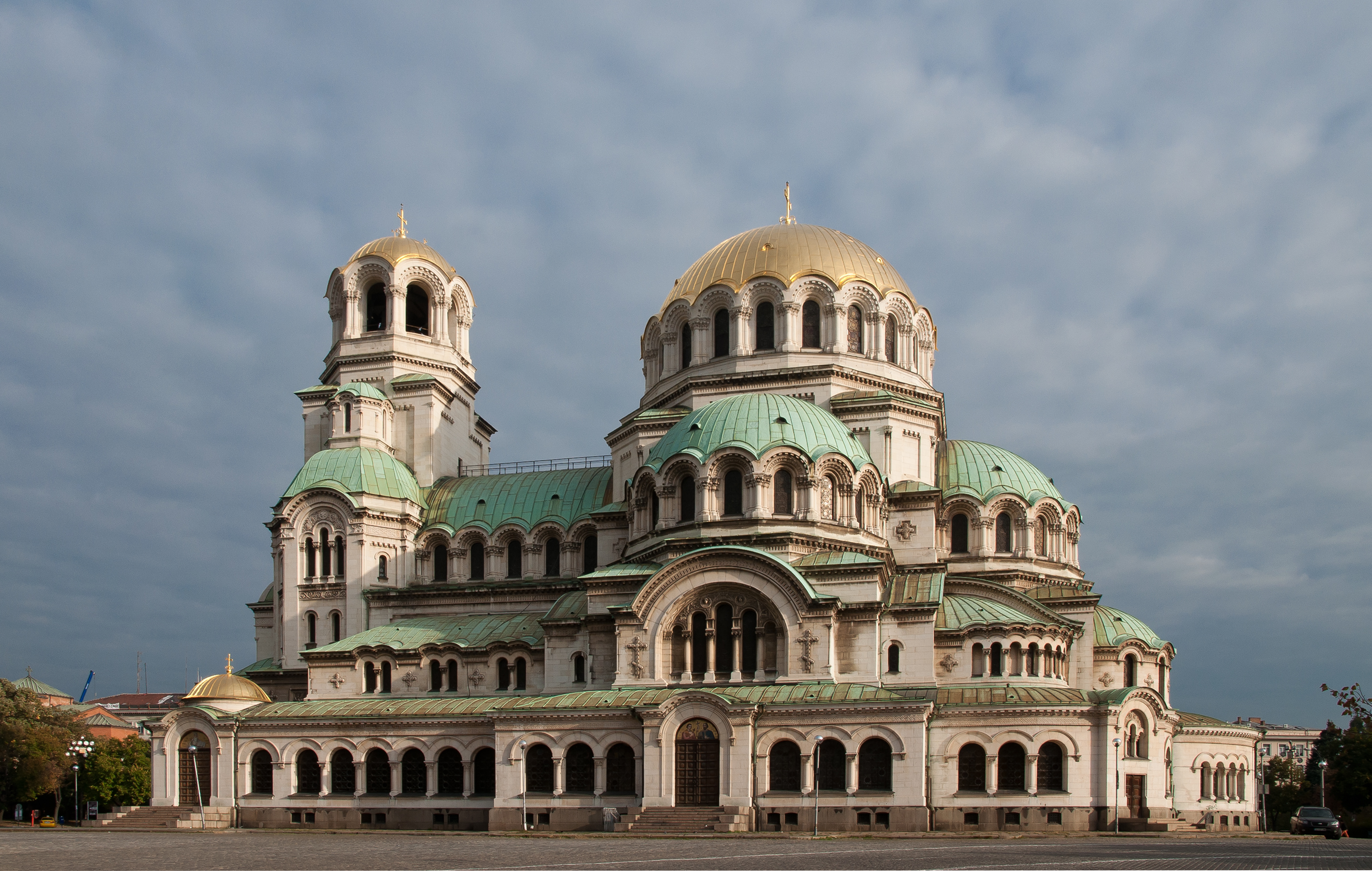
Catedrala Alexandr Nevski din Sofia

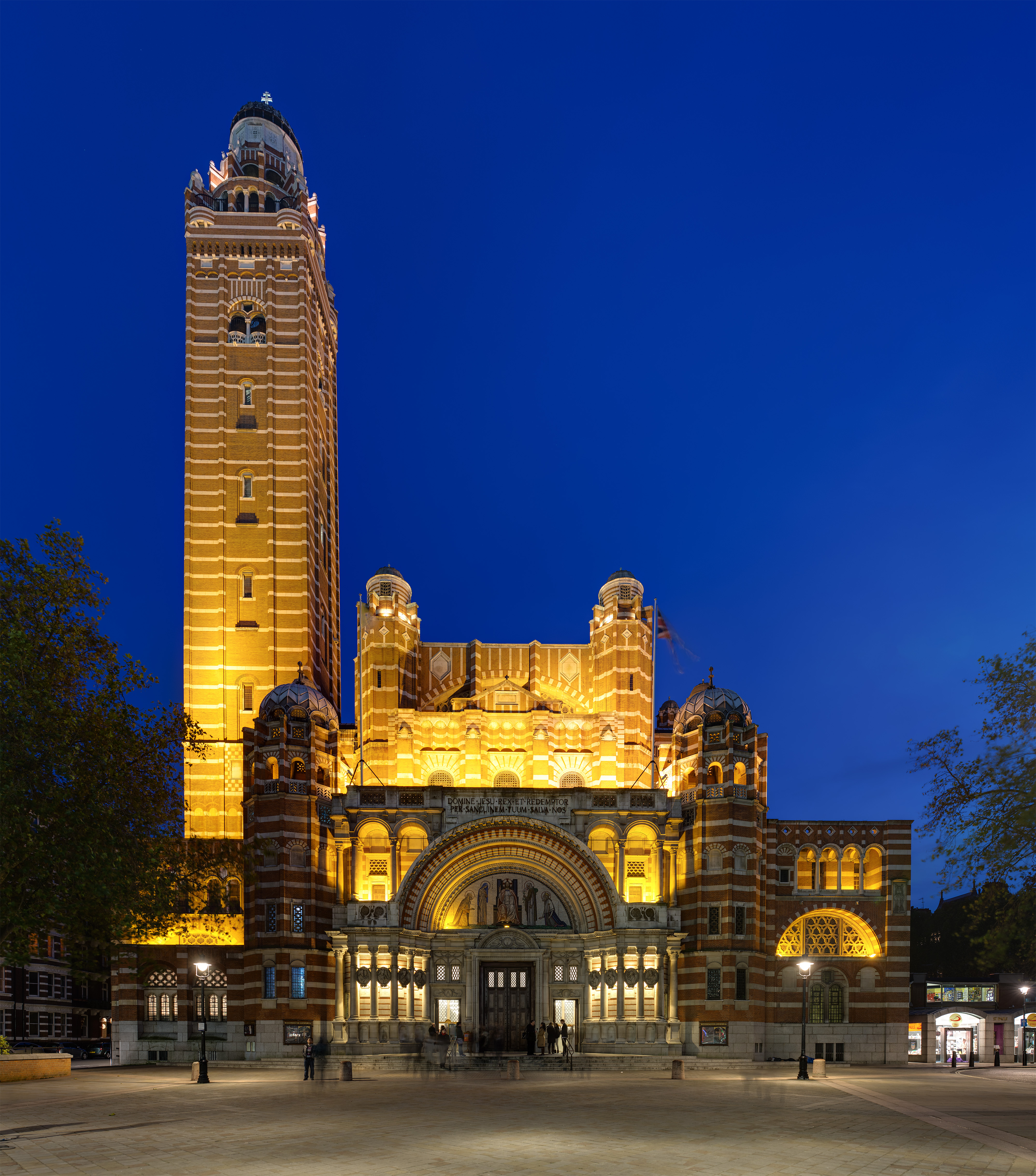
Westminster Cathedral din Londra

Arhitectura neobizantină, derivată din stilul bizantin, a fost legată inițial de arhitectura religioasă, dar maniera s-a extins ulterior și la clădiri laice.
Caracteristicile principale ale bisericilor neobizantine sunt planul în cruce (cruce greacă înscrisă, cu turla pe naos), forma de dom datorată dimensiunilor, fațadele în asize alternante, arce semicirculare, coloane, decor ceramic.
Stilul neobizantin este răspândit în multe țări ale lumii (Belarus, Belgia, Canada, Cehia, Franța, Georgia, Grecia, Țările de Jos, Polonia, Rusia, Spania, Ucraina, Statele Unite ale Americii ș.a.)
Pentru statele din centrul și estul Europei, neobizantinul a devenit o parte a arhitecturii naționale, fiind regăsit în Serbia, Bulgaria, România și, sporadic, în Grecia.